# Монстр із шафи
«Монстр із шафи» (англ. Monster in the Closet) — американський комедійний фільм жахів 1986 року режисера Боба Даліна. Дебютна роль Пола Вокера в кіно.

## Синопсис
Після низки загадкових убивств у Сан-Франциско репортер (Дональд Грант) і його подруга-науковиця (Деніз Дюбаррі) вирішують розкрити таємницю і врятувати Каліфорнію. За жахливими нападами стоїть потойбічний монстр із шафи.

## Акторський склад
| Актор            | Роль                          |
| ---------------- | ----------------------------- |
| Дональд Грант    | Річард Кларк                  |
| Деніз Дюбаррі    | професор Даян Беннетт         |
| Пол Вокер        | «Професор» Беннетт, син Даяни |
| Кевін Пітер Голл | монстр із шафи                |
| Стелла Стівенс   | Марго                         |
| Клод Акінс       | шериф Сем Кетчем              |
| Говард Дафф      | отець Фіннеґане               |
| Генрі Гібсон     | доктор Пенніворт              |
| Дональд Моффат   | генерал Франклін Д. Тернбулл  |
| Пол Дулі         | Рой                           |
| Джон Керрадайн   | Старий Джо Шемптер            |
| Ферґі            | Люсі                          |

## Випуск
Фільм випустила на VHS компанія Troma Team Video у 1995 році. 10 листопада 1998 року його видала на DVD та сама компанія. 18 грудня 2003 року фільм знову видала на DVD компанія Hollywood DVD.